# BAKU (バンド)
BAKU（バク）は、日本のロックバンド。1989年に結成され、1992年に解散。原宿におけるホコ天での活動を中心として人気を集め、3年という活動期間の中で当時のバンドブーム全盛期の主要バンドとなった。代表曲は「ぞうきん」「ピーターパン」など。
10代の素朴な感性に満ちた歌詞と、軽快なビートで同世代の女性を中心に支持されて1990年のメジャー・デビューから約2年で解散した。キャッチフレーズは『歌える歌』。

## 来歴
栃木県の高校3年生だった車谷浩司（ギター）、谷口宗一（ボーカル、一時期ベースも弾いていた）、加藤英幸（ドラムス）、阿部浩之（ベース）の4人によって1989年に結成。車谷・阿部と谷口・加藤のコンビが合体する形で結成された。初名はBATSUであり、アマチュアバンドコンテストの会場で改名してBAKUを名乗る。ロゴマークは胴体にハートマークが描かれたバクが用いられた。同年夏に原宿の歩行者天国（いわゆる「ホコ天」）に姿を現すと同時に人気を集め、同年12月にはインディーズからミニアルバム『ぼくたちだけの天国』をリリースする。
しかしメジャーデビューが決定した矢先の1990年1月26日、ベースの阿部が交通事故で急死（享年18）。雑誌の取材を受けて帰った後の出来事だった。バンドは一時活動停止に追い込まれるが、高校卒業後の同年6月にポリスターからミニアルバム『不思議なマジック』をリリース。歌詞カード裏面には阿部への感謝と弔いの言葉が記載された（ちなみにこのアルバムのレコーディングは阿部の存命中に行われている）。またその後、追悼曲「天までとどけ」、復活の意をこめた楽曲「復活のうた」などが作成され、ポリスターよりのセカンドアルバム『ふたつめのはじまり』に収録された。メジャーデビューすると同時にライブ活動を再開。翌1991年2月にリリースしたシングル「ぞうきん」がヒットし、一躍人気バンドの仲間入りを果たす。この曲はドラマ仕立てのミュージックビデオも製作された。
このほか、シングル「ピーターパン」でミュージックステーションへの出演も果たしている。ベースは元A-JARIの太田守がサポートメンバーとして参加した。「新メンバーを入れるぐらいなら解散する」とのメンバーの意向で、最後までベースは彼が務めた。
同年には『聞こえる 〜Power of Dreams〜』『DAY AFTER』と立て続けに2枚のアルバムをリリースするなど活発な活動を見せたが、軽いノリで女の子ウケするビートポップバンドを続けていくことにメンバーが不満を感じ始め、事務所やレコード会社との軋轢もあり解散が決定する。『DAY AFTER』の発表時の音楽雑誌にはそれをにおわせる記述がある。1992年4月25日の解散発表ライブ（ラストツアー初日、日比谷野外音楽堂）前、4月1日に日清POWER STATIONでのバンドやろうぜのイベントミニライヴ（予定外に発表してしまった）で車谷が「キレた!」のは有名な話。（ヒストリービデオ下巻に収録されている。）また、谷口は後談で「俺もやりたい音楽がみつかって、それが他のメンバーやスタッフと違っていた」と話している。この発言を反映するように、解散後の彼らはそのキャラクターを大きく変貌させていた。1992年夏に「バクは夢を食べ続けなければならない」とのメッセージを残し解散した。解散に際してはラジオで特番も組まれファンからメッセージが寄せられた。最後のアルバム『DAY AFTER』では、ひたすら軽快だった当初と全く音楽性が変わって、政治的なメッセージを含んだとも取れる歌詞の楽曲や破滅・死をも題材にした重い楽曲もあった。ジャケットで着用した衣装も初期とはまるで異なるものであった。唯一のインスト曲も、同アルバムには収録されている。解散決定後、ベストアルバムもリリースしている。

## メンバー
- 車谷浩司 （ギター）

解散後はSpiral Life、AIRを経て、Laika Came Backとして活動。
- 谷口宗一 （ボーカル）

解散後、ソロ活動を開始、また写真家としても活動。
- 加藤英幸 （ドラムス）

解散後、アメリカに音楽留学。帰国後はバンド、ユニット、サポートドラマーとして活動。

### 旧メンバー
- 阿部浩之 （ベース）

### サポートメンバー
- 太田守 （ベース）
- 三浦俊一（キーボード、ギター）

## 作品

### シングル
- ピーターパン （1990年9月1日）
- ぞうきん（1991年2月1日）
- O.K!（1991年6月25日）
- On and On（1991年11月）
- ぼくたちだけの天国（アコースティック スタジオ バージョン）（1992年7月）

### アルバム
- ぼくたちだけの天国 （1989年12月5日）
- 不思議なマジック （1990年6月1日）
- ふたつめのはじまり （1990年10月10日）
- 聞こえる 〜Power of Dreams〜 （1991年5月10日）オリコン3位
- DAY AFTER （1991年12月5日）オリコン10位
- LIVE AT BUDOKAN JUNP THE STREET 1992（1992年4月25日）

1992年1月4日、念願の武道館ライヴを完全収録した2枚組ライヴアルバム。
- BAKU （1992年）

メンバー3人が各2曲ずつ書き下ろした3枚組ソロミニアルバム。
車谷浩司は後に一緒に組む石田小吉（現：石田ショーキチ）とのコラボレート。
- TIME AND TIDE -BAKU BEST SELECTION- （1992年9月26日）

初回盤のみ写真集付属、三方背ケース。

## タイアップ一覧
| 使用年 | 曲名               | タイアップ                        |
| ------ | ------------------ | --------------------------------- |
| 1990年 | ひとりのためだけに | 東宝配給映画『パンツの穴3』挿入歌 |

## 出演
- オムニバス映画『パンツの穴 III』第3話 （1990年）
  - このとき劇中では彼らの楽曲「ひとりのためだけに」が流れた。
- 『YAMAHA』テレビコマーシャル
  - 三宅裕司のいかすバンド天国内で放映されたもの。